# Цирульників Ліс
Циру́льників Ліс (Цилюриків Ліс) — урочище на території Чигиринського району Черкаської області України. 
Урочище простягається від південно-східної околиці села Вершаці в бік сіл Тарасо-Григорівки та Кудашеве. Являє собою лісовий масив на вододілі річок Чутки та безіменної правої притоки Ірклію. Найвища точка урочища — 196 м, розташована в його західній частині. 
Урочище відоме з часів Хмельниччини. Навесні 1648 року, коли поляки вирушили на Корсунь, Богдан Хмельницький довідався про це і виступив їм услід. 10 (20) травня, за 5 днів до Корсунської битви, козаки саме перебували в Цирульниковому лісі, а через 2 дні були вже біля Чигирина.